# Erythrochiton hypophyllanthus
Erythrochiton hypophyllanthus är en vinruteväxtart som beskrevs av Planch. & Linden. Erythrochiton hypophyllanthus ingår i släktet Erythrochiton och familjen vinruteväxter. Inga underarter finns listade i Catalogue of Life.